# Aiteta apicibrunnea
Aiteta apicibrunnea är en fjärilsart som beskrevs av Emilio Berio 1964. Aiteta apicibrunnea ingår i släktet Aiteta och familjen trågspinnare. Inga underarter finns listade i Catalogue of Life.